# Nuevo Horizonte (Warnes)
Nuevo Horizonte ist eine Ortschaft im Departamento Santa Cruz im Tiefland des südamerikanischen Anden-Staates Bolivien.

## Lage im Nahraum
Nuevo Horizonte ist die zweitgrößte Ortschaft im Municipio Okinawa Uno in der Provinz Ignacio Warnes im westlichen Teil des Departamentos Santa Cruz. Der Ort liegt in der Schwemmlandebene von Río Grande und Río Piraí auf einer Höhe von 270 m am linken, westlichen Ufer des Río Grande.

## Geographie
Nuevo Horizonte liegt im tropischen Feuchtklima vor dem Ostrand der Anden-Gebirgskette der Cordillera Oriental. Die Region war vor der Kolonisierung von Chiquitano-Trockenwald bedeckt, ist heute aber größtenteils Kulturland.
Die mittlere Durchschnittstemperatur der Region liegt bei gut 24 °C (siehe Klimadiagramm Okinawa I), die Monatswerte schwanken zwischen 21 °C im Juni/Juli und etwa 26 °C von Oktober bis März. Der Jahresniederschlag beträgt etwa 1000 mm, die Monatsniederschläge sind ergiebig und liegen zwischen 30 mm im Juli und 175 mm im Januar.

## Verkehrsnetz
Nuevo Horizonte liegt in nordöstlicher Richtung 167 Straßenkilometer entfernt von Santa Cruz, der Hauptstadt des Departamentos.
Von Nuevo Horizonte aus sind es 21 Kilometer in nordwestlicher Richtung bis zur Nachbarstadt Okinawa I, dann 41 Kilometer bis Guabirá nördlich von Montero, und von dort noch einmal 105 Kilometer über Montero und Warnes nach Santa Cruz.
Durch Okinawa I führt die 828 Kilometer lange Nationalstraße Ruta 10, die das bolivianische Tiefland in Ost-West-Richtung durchquert, von San Matías an der brasilianischen Grenze über Las Petas, San Bartolo de la Frontera, San Vicente de la Frontera, San Ignacio de Velasco und Concepción nach Okinawa I und weiter über Guabirá, Chane Independencia und San Pedro nach San Juan del Piraí.

## Bevölkerung
Die Einwohnerzahl des Ortes ist in den vergangenen beiden Jahrzehnten auf das Doppelte angestiegen:
| Jahr | Einwohner | Quelle       |
| ---- | --------- | ------------ |
| 1992 | 1 060     | Volkszählung |
| 2001 | 1 412     | Volkszählung |
| 2012 | 1 632     | Volkszählung |
| 2024 |           | Volkszählung |

In der Region sind die Quechua die zahlenmäßig wichtigste indigene Volksgruppe, im Municipio Okinawa Uno sprechen 11,5 Prozent der Einwohner Quechua.